# The lady in red (Chris de Burgh)
The lady in red is een hit van de Ierse muzikant Chris de Burgh en afkomstig van De Burghs achtste album Into the light uit 1986. Op 30 juni dat jaar werd het nummer op single uitgebracht. Op 22 september dat jaar volgden Australië en Nieuw-Zeeland. Met deze plaat verwierf De Burgh, die tot dan toe slechts als een gewone cultartiest gold, voor het eerst grote bekendheid wereldwijd. The lady in red is tevens de enige hit die De Burgh tot dusver heeft gehad in Nederland en België.

## Achtergrond
Het lied gaat over De Burghs liefde voor zijn vrouw Diane, meer in het bijzonder zijn herinnering aan de eerste ontmoeting met haar. De Burgh had als titel voor het nummer eigenlijk The way you look tonight in gedachten, maar er bestond al een lied uit 1936 met deze naam (geschreven door Dorothy Fields en Jerome Kern voor de film Swing Time).

## Ontvangst
Chris de Burgh heeft al minstens tien singles uitgegeven, als hij met The lady in red een wereldhit heeft. De plaat belandde in een aantal landen op de eerste plaats van de hitlijsten:
- Australië: hoogste notering plaats 2
- België (Vlaamse Radio 2 Top 30): 11 weken met een hoogste notering op 1
- België (Vlaamse Ultratop 50) : 12 weken met een hoogste notering op 1
- Canada: hoogste notering plaats 1
- Duitsland: 14 weken met een hoogste notering op 5
- Ierland: 12 weken met een hoogste notering op 1
- Nederland (Nationale Hitparade) : 12 weken met een hoogste notering op 4
- Nederland (Nederlandse Top 40): 12 weken met een hoogste notering op 6
- Nederland (TROS Europarade): 16 weken met een hoogste notering op 4

- Nieuw-Zeeland: 17 weken met een hoogste notering op 6
- Noorwegen: 10 weken met een hoogste notering op 1
- Oostenrijk: 10 weken met een hoogste notering op 7
- Verenigd Koninkrijk: 17 weken met een hoogste notering op 1
- Verenigde Staten: 26 weken met een hoogste notering op 3
- Zweden: 7 weken met een hoogste notering op 3
- Zwitserland: 7 weken met een hoogste notering op 18

De plaat was dan wel een groot commercieel succes, het werd tegelijk door sommigen gezien als een artistiek dieptepunt. Tot en met het studioalbum Man on the line maakte De Burgh in veel ogen aardige verhalende luisterliederen, maar met het album Into the light werd het geheel in een synthesizer- en New Age Muziekbad gedompeld, dat de muziek niet ten goede kwam, zo was de algemene mening. Het stond verder commercieel succes voor De Burgh niet in de weg, zeker niet in Duitsland. Echter, in de Verenigde Staten was het zijn laatste hit. In thuisland Ierland scoorde De Burgh wél een nummer 1-hit en stond de plaat liefst elf weken genoteerd in de Irish Singles Chart.
In Nederland was de plaat op maandag 28 juli 1986 de 334e AVRO's Radio en TV-Tip op Radio 3 en werd een hit in de destijds twee landelijke hitlijsten op de nationale publieke popzender. De plaat bereikte de 4e positie in de Nationale Hitparade en de 6e positie in de Nederlandse Top 40. In de Europese hitlijst op Radio 3, de TROS Europarade, werd de 4e positie bereikt en stond maar liefst zestien weken in de lijst genoteerd.
In België bereikte de plaat de nummer 1-positie in zowel de voorloper van de Vlaamse Ultratop 50 als de Vlaamse Radio 2 Top 30. In Wallonië werd géén notering behaald.
In de sinds december 1999 jaarlijks uitgezonden NPO Radio 2 Top 2000 van de Nederlandse publieke radiozender NPO Radio 2 staat de plaat onafgebroken genoteerd, met als hoogste notering een 134e positie in 2007.

## Hitnoteringen

### NPO Radio 2 Top 2000
| Nummer met noteringen in de NPO Radio 2 Top 2000 | '99 | '00 | '01 | '02 | '03 | '04 | '05 | '06 | '07 | '08 | '09 | '10 | '11 | '12 | '13 | '14 | '15 | '16 | '17 | '18 | '19 | '20 | '21 | '22  | '23  | '24  |
| ------------------------------------------------ | --- | --- | --- | --- | --- | --- | --- | --- | --- | --- | --- | --- | --- | --- | --- | --- | --- | --- | --- | --- | --- | --- | --- | ---- | ---- | ---- |
| The Lady in Red                                  | 182 | 268 | 290 | 208 | 177 | 169 | 156 | 148 | 134 | 144 | 297 | 305 | 395 | 575 | 532 | 601 | 714 | 753 | 849 | 976 | 860 | 938 | 911 | 1005 | 1001 | 1132 |

1. ↑  Een vetgedrukt getal geeft de hoogste notering aan.

### Evergreen Top 1000
| Evergreen Top 1000 "The Lady In Red - Chris De Burgh" | Evergreen Top 1000 "The Lady In Red - Chris De Burgh" | Evergreen Top 1000 "The Lady In Red - Chris De Burgh" | Evergreen Top 1000 "The Lady In Red - Chris De Burgh" | Evergreen Top 1000 "The Lady In Red - Chris De Burgh" | Evergreen Top 1000 "The Lady In Red - Chris De Burgh" | Evergreen Top 1000 "The Lady In Red - Chris De Burgh" | Evergreen Top 1000 "The Lady In Red - Chris De Burgh" | Evergreen Top 1000 "The Lady In Red - Chris De Burgh" | Evergreen Top 1000 "The Lady In Red - Chris De Burgh" | Evergreen Top 1000 "The Lady In Red - Chris De Burgh" | Evergreen Top 1000 "The Lady In Red - Chris De Burgh" | Evergreen Top 1000 "The Lady In Red - Chris De Burgh" | Evergreen Top 1000 "The Lady In Red - Chris De Burgh" | Evergreen Top 1000 "The Lady In Red - Chris De Burgh" | Evergreen Top 1000 "The Lady In Red - Chris De Burgh" | Evergreen Top 1000 "The Lady In Red - Chris De Burgh" |
| Jaar                                                  | 2008                                                  | 2009                                                  | 2010                                                  | 2011                                                  | 2012                                                  | 2013                                                  | 2014                                                  | 2015                                                  | 2016                                                  | 2017                                                  | 2018                                                  | 2019                                                  | 2020                                                  | 2021                                                  | 2022                                                  | 2023                                                  |
| ----------------------------------------------------- | ----------------------------------------------------- | ----------------------------------------------------- | ----------------------------------------------------- | ----------------------------------------------------- | ----------------------------------------------------- | ----------------------------------------------------- | ----------------------------------------------------- | ----------------------------------------------------- | ----------------------------------------------------- | ----------------------------------------------------- | ----------------------------------------------------- | ----------------------------------------------------- | ----------------------------------------------------- | ----------------------------------------------------- | ----------------------------------------------------- | ----------------------------------------------------- |
| Positie                                               | -                                                     | -                                                     | -                                                     | -                                                     | -                                                     | 109                                                   | 260                                                   | 441                                                   | 287                                                   | 197                                                   | 300                                                   | 229                                                   | 239                                                   | 279                                                   | 276                                                   | 354                                                   |